# Etnia malaya
Los malayos (Orang Melayu, Jawi: أورڠ ملايو) son miembros de un grupo étnico austronesio que provienen de Borneo y se expandieron dentro de Sumatra y la península de Malaca. El pueblo malayo en la actualidad se encuentra distribuido en estados como Malasia, Indonesia, Brunéi, Singapur, en el sur de Tailandia y algunas partes de las Filipinas. Hoy, la etnia malaya constituye más de la mitad de la población de la Malasia Peninsular.
Dentro del grupo malayo existen diversas manifestaciones y modalidades de la cultura, lingüística y de la genética debido a las diferentes inmigraciones e invasiones que caracterizan a los malayos.
La historia del pueblo malayo comienza con civilizaciones pre-indias que datan desde 535 a. C., indígenas que practicaban chamanismo y animismo. En el siglo VII d. C.. data la influencia india destacada por expandir el hinduismo mediante el imperio de Srivijaya. Alrededor del siglo VIII d. C.. se ve la aparición del budismo, la cual se refleja en los numerosos templos que continúan en pie. El reinado budista decae en el siglo XIII por la fuerza adquirida por el imperio Majapahit de Java. En los próximos siglos, debido al sultanato se expande el islamismo entre los malayos. En 1500 debido a la carrera imperialista en Europa, arriba la influencia de las colonias portuguesa, holandesa y británica.

## Término "malayo"
El término "malayo" tiende a confundirse con el término malasio, por lo que es necesario hacer una distinción y aclarar a qué se refiere cada uno de ellos.
Malasio o malasia es alguien que proviene de la Federación de Malasia, por ende, es un ciudadano/a perteneciente a Malasia. En cambio, el término malayo tiene una connotación cultural, geográfico y demográfico. Malayo o malaya es una persona que se identifica con la etnia malaya, grupo que se caracteriza por habitar la península de Malaca y por utilizar un idioma malayo. Además, el aspecto físico de un/a malayo/a se destaca por tener la piel muy morena y por las particularidades de su rostro: ojos grandes y nariz achatada. De igual manera, se usa la palabra referirse a la lengua malaya.
Se pueden encontrar malasios no malayos que son habitantes de Malasia no pertenecientes al pueblo malayo, también malasios malayos los cuales son habitantes de Malasia que se identifican con el pueblo malayo y, por otro lado, malayos no malasios, que son aquellos que se identifican con el pueblo malaya pero no viven propiamente en Malasia. El profesional dedicado al estudio de la cultura y de todo aspecto relacionado con "lo malayo" es el malayista.

## Cultura

### Idioma
El idioma malayo es una lengua oral y escrita utilizada principalmente en la región conocida como el sudeste asiático. La lengua malaya también es conocida como Bahasa Melayu, cuya procedencia se remite a la familia lingüística de lenguas austronesias. Luego adquiere diversas adaptaciones tales como lengua malayo-polinesia, malayo-polinesio occidental, malayo-polinesio sonda, malayo-sumbawano, maláyico y finalmente la lengua malaya. Este idioma es utilizado en Indonesia y Malasia principalmente, y también en otros lugares como Brunéi, Tailandia, Singapur, Isla Cocos y Timor Occidental.
La primera escritura existente de este idioma es el Kawi, escritura en caracteres indios, la cual se desarrolla durante el imperio Srivijaya entre el siglo VII y XIV. Por otra parte, la escritura malaya sufre modificaciones pues incluye en su dialecto las influencias del sánscrito, por ende, del hinduismo. Con la expansión del islamismo en el siglo XIV aparece la lengua malaya escrita en Jawi, caracteres árabes. Al comenzar el siglo XX el idioma malayo adopta los caracteres latinos permitiendo el uso del alfabeto inglés. Actualmente, la lengua malaya moderna ha experimentado adaptaciones de acuerdo a las diversas ubicaciones de la etnia malaya. Sin embargo, las diferencias son mínimas y se mantiene una pronunciación similar entre todos los grupos malayos.

### Religión
En la actualidad, la etnia malaya destaca mayoritariamente por su afiliación al Sunismo, rama del islamismo. No obstante, en el pasado la cultura malaya se identificaba con otras religiones.
Al comienzo los malayos creían fuertemente en el animismo, otorgaban la presencia de espíritus a todas las cosas existentes. Al ser animistas le otorgaban semangat (espíritu) a gran parte de los objetos, personas y acciones cotidianas, lo que significaba que los dotaban de alma o conciencia propia. Tenían una fuerte relación con la naturaleza, utilizaban la magia y su creencia en espíritus, demonios y fantasmas para llevar a cabo numerosos rituales.
Ya en el año 100 a. C. aparece el hinduismo en la región donde habitaban los malayos. A raíz de que esta zona era conocida como "la tierra del oro", llegan expediciones de la India en busca de riquezas. Como consecuencia del asentamiento de estos comerciantes, la cultura malaya empezó a ser influenciada por la religión hindú. Alrededor del siglo VII d. C. data la fecha de inicio de la expansión del Imperio Srivijaya controlando gran parte del territorio del sudeste asiático, en especial el sur de Borneo, Java y el estrecho de Malaca. El dominio de este reino ejerce impacto sobre la etnia malaya con sus creencias budistas, convocando a un gran número de seguidores principalmente entre los siglos VIII y XII. Este reino budista decae en el siglo XIII por la fuerza adquirida por el imperio hinduista Majapahit de Java.
Por otro lado, aparecen las influencias del cristianismo con los portugueses y holandeses. El siglo XVI trae la presencia del imperio portugués a la vida de los malayos introduciendo el catolicismo, mientras que el protestantismo impacta con la llegada de los holandeses en el siglo XVII  posteriormente acrecentando su incidencia con la concurrencia de misioneros británicos. A pesar de que hubo múltiples contribuciones religiosas a la etnia malaya, finalmente se estableció con claridad el predominio de la religión musulmana en su cultura.

### Parentesco
A partir de las investigaciones realizadas por la antropóloga Jane Carsten en la comunidad malaya Pulau Langkawi, se tiene conocimiento de que relaciones familiares y el parentesco tienen un papel predominante en la cultura malaya. El parentesco no se ve únicamente determinado por las relaciones genéticas establecidas en la procreación entre el padre y la madre. Por ende, el vínculo de parentesco no es exclusivamente biológico, sino que para los malayos sería una construcción social edificada principalmente en el seno del hogar. Para el grupo malayo Pulau Langkawi, la casa, el hogar, la alimentación, la mujer y los hermanos tienen un rol estructural en el desarrollo del parentesco.
En la cultura malaya el nacimiento biológico es el comienzo del desarrollo de la identidad social, siendo la sustancia básica del parentesco la sangre. Luego el proceso de parentesco se sigue por medio del consumo de alimentos y la vivencia conjunta en las casas. Un principio fundamental en los malayos es la unidad y el rechazo a la división, por lo que las casas nunca tienen más de un dapur (hogar), que es un espacio central donde todos los integrantes de la familia cocinan y se alimentan juntos, fortaleciendo así sus relaciones de parentesco.
La mujer se encuentra estrechamente ligada a la casa de una manera positiva en esta etnia. La esencia del hogar es la “madre de la casa”, ibu rumah. En la inauguración de la casa, la mujer toma simbólicamente el poste central que almacena el espíritu de la casa, semangat rumah, el cual es femenino. Los hogares malayos de Pulau Langkawi son decorados similares a las mujeres de la casa. Por otro lado, una casa no se conforma hasta la aparición de un primer hijo.
La relación de hermanos es la más desarrollada en la etnia malaya. Los lazos de hermandad explican toda relación entre los malayos, pues cuando desconocen cómo se encuentran emparentados o qué nivel de parentesco tienen, simplemente lo explican en términos de hermandad. La identidad de los malayos es individual como múltiple, ya que el cuerpo de cada malayo contiene el conjunto de hermanos que serían sus espíritus, por consiguiente, están estrechamente vinculados.

### Gastronomía

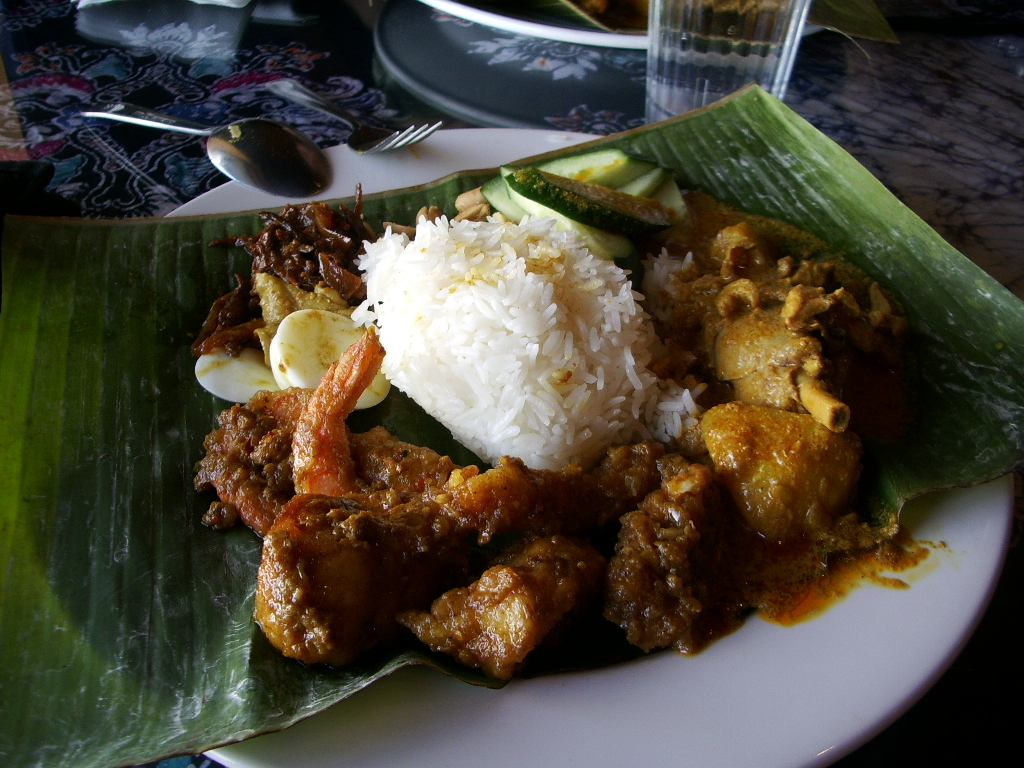
Arroz con leche de coco acompañado con otros alimentos

La gastronomía tradicional destaca por sus múltiples influencias culturales recibidas a lo largo de su historia. Este grupo étnico se encuentra distribuido en diversas zonas geográficas del sudeste asiático, las cuales se caracterizan por diferentes platos y comidas únicas. Sin embargo, el plato típico del pueblo malayo en cualquier lugar es el nasi lemak (arroz cocido con leche de coco).
Al igual que en gran parte del este de Asia, en la cocina malaya es común el uso de arroz en la mayoría de sus platos. Asimismo, es reconocida por el abundante uso de especias, leche de coco, la cual le otorga un sabor cremoso a la comida, belcan, una pasta de camarones acompañada de una salsa del mismo sabor llamada sambal, cúrcuma, lemongrass y galangal (un tipo de jengibre). El uso de curry acompañando aves y pescados se puede encontrar en numerosos platos. Carne de res, cabra y cordero también son habituales en platos malayos.
La comida malaya es aromática, fuerte y picante. Tiene un sabor y método de cocina particular que se describe especialmente por su intenso sabor caliente y picante, debido al uso de chiles y otros productos que aumentan esta sensación picante.
En la actualidad, la gastronomía malaya está presente en lugares como Malasia, Indonesia, Singapur, Brunéi, Tailandia y las Filipinas.
Por otra parte, los malayos al momento de comer, como entre los demás pueblos del Sudeste asiático, no es usual el uso de cubiertos para servirse ya que comúnmente toman los alimentos con los dedos con movimientos delicados y finos. Generalmente se come con la mano derecha, pues la mano izquierda es utilizada para limpiarse en el transcurso de la comida.